# Tauberbischofsheim
Tauberbischofsheim település Németországban, azon belül Baden-Württembergben. Lakosainak száma 13 621 fő (2023. december 31.). Tauberbischofsheim Lauda-Königshofen, Grünsfeld, Großrinderfeld, Werbach, Külsheim és Königheim községekkel határos.

## Népesség
A település népessége az elmúlt években az alábbi módon változott:
| Lakosok száma | 11 256 | 12 191 | 12 114 | 12 308 | 11 677 | 12 589 | 13 266 | 13 118 | 12 705 | 13 621 |
|               | 1961   | 1968   | 1974   | 1981   | 1987   | 1994   | 2000   | 2007   | 2013   | 2023   |